# Monument américain de Montfaucon
Pour un article plus général, voir Sites funéraires et mémoriels de la Première Guerre mondiale (Front Ouest).
Le monument américain de Montfaucon (World War I Montfaucon American Monument) est un monument commémorant la victoire américaine au cours de l'offensive Meuse-Argonne, durant la Première Guerre mondiale. Il est situé sur le territoire de la commune de Montfaucon-d'Argonne (Meuse), en Lorraine, à environ 11 kilomètres du cimetière américain de Romagne-sous-Montfaucon (Meuse-Argonne American cemetery and memorial) et à environ 33 kilomètres au nord-ouest de Verdun.
Le 20 septembre 2023, le site fait partie des 139 sites mémoriels et funéraires de la Première Guerre mondiale inscrits au patrimoine mondial de l'UNESCO.

## Historique
Le monument fait face à la ligne de front de la Ire armée américaine au matin du 26 septembre 1918, lorsque débuta l'attaque dont il commémore la victoire, l'offensive Meuse-Argonne. Celle-ci dura jusqu'au 11 novembre 1918 et força l'ennemi à effectuer une retraite de son front.
Ce monument a été érigé et est entretenu par l'American Battle Monuments Commission, une agence gouvernementale américaine. Il est l’œuvre de l'architecte John Russell Pope.
Le monument a été inauguré le dimanche 1er août 1937 en présence du président de la République française, Albert Lebrun. Le président des États-Unis, Franklin Delano Roosevelt, prononça depuis Washington une allocution qui fut retransmise en direct à Montfaucon.

## Description

### Le monument commémoratif

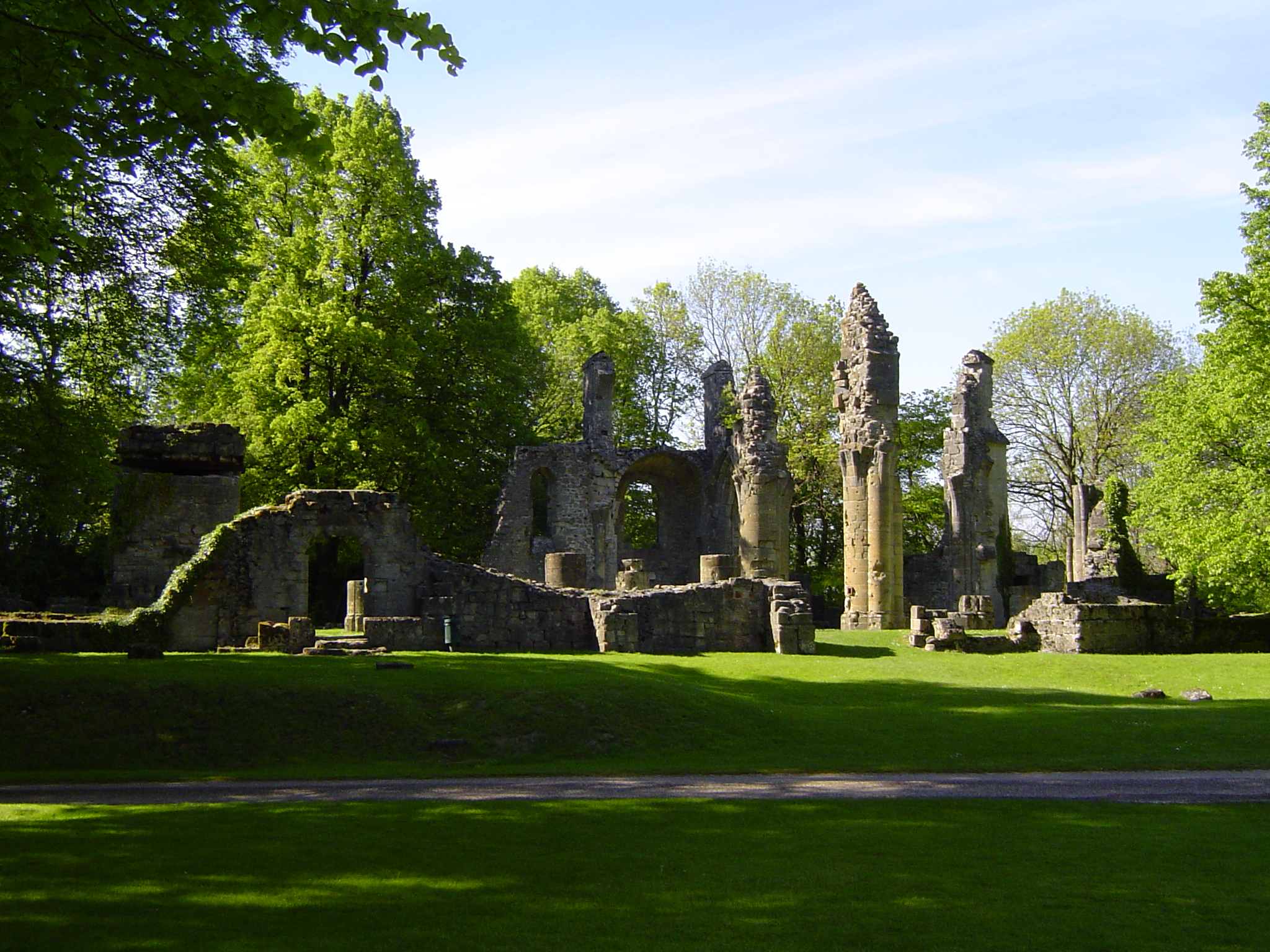
Monastère détruit de Montfaucon

D'une hauteur totale de 71 mètres , le monument est constitué d'une colonne dorique en granit massif, surmontée d'une statue symbolisant la Liberté et domine les ruines de l'ancien village.
Sur les murs du foyer est figurée une carte gravée des opérations, avec un récit et un hommage spécial aux troupes américaines qui ont servi ici. La plateforme d'observation du mémorial peut être atteinte à certaines heures par un escalier de 234 marches, d'où les visiteurs jouissent d'une vue sur la quasi-totalité du terrain conquis lors de cette offensive.

### Un point géodésique
Le monument est pour l'IGN un site géodésique du réseau de détail français.

## Sources
- Nicolas Honecker, Les Visites des chefs d'État français en Lorraine : Chronique du pouvoir central en province, éd. Lacour, 2006, 376 p.
- (en) Montfaucon American Monument, sur le site de l'American Battle Monuments Commission
- Monument américain de Montfaucon, sur le site du Comité départemental du tourisme de la Meuse